# 香港綜合討論區
香港綜合討論區（Hong Kong Integrated Forum，hkiforum.net，簡稱HKIForum、HKIF或港綜）曾是香港的一個較大型的討論網站，創立於2003年4月，有近6,000名會員。網站主要著重認真的討論主題，在網站結業之前，擁有49塊不同話題的討論分板。該站一度曾知名於其嚴謹的管理，全盛時期更是全球五千大最高人流量的網站之一，及後因不斷的內部分化，導致於2006年5月倒閉的命運。

## 歷史

### 成立初期
香港綜合討論區成立於2003年4月7日，是一個採用YaBB討論區程式的討論網站，其後於4月17日改用phpBB-HK討論區程式。到了5月10日，該站正式開始發展，搬至一個較為穩定的伺服器。8月中，該站首次舉辦助理壇主選舉，最後由JackyT當選。選舉被視為於網上世界發揚民主精神。同年8月至11月期間，曾與「快閃行動香港分會」合作，由於當時快閃行動乃潮流玩意，故此舉令該站的知名度大幅提升。而於9月及11月，該站亦舉行了兩次助理壇主選舉，令助理壇主人數增至3人。到了年底，該站興起Black Magic推理，亦吸納了不少新會員。12月20日，該站會員於銅鑼灣舉行第一次聚會。而當時該站每日有近六百篇新發表文章數，惟當中超過一半是回應隱藏內容主題的灌水文章。

### 發展期
2004年1月17日，香港綜合討論區改用phpBB-plus討論區程式。同年2月初，該站展示「互聯網內容標籤協會」的ICRA標籤，以證明其內容健康，適合青少年瀏覽。同年3月中，該站舉行網上徵文比賽，為該站首個大型站內比賽，並得到會員踴躍參予。同一時期，該站取消了發表隱藏內容主題，以減少灌水文章。此舉雖引起部份會員強烈不滿，但整體來說會員都接受這個政策。同年5月14日，因舊伺服器頻頻發生故障，該站改用另一個伺服器，並改用Invision Power Board討論區程式。搬遷伺服器後的初期，該站發展曾一度停滯不前，但於6月大致恢復正常。根據2004年6月的資料，該站每日有超過四百篇新發表文章數。

### 全盛期
隨著2004年暑假的來臨，香港綜合討論區得以有進一步的發展。貼自己相片熱潮於7月中在該站開始，一塊叫做「交友天地」的討論分板(後改為「知己相聚」討論分板)應運而生，當時成為最熱鬧的分板之一。而日記及手記潮亦於同期開始興起，並一直延續到該討論區結束服務為止。到了7月28日，該站會員於銅鑼灣舉行第二次聚會，除壇主外的多名高層人員均有出席。網站之內同樣熱鬧，平均每日有近九百篇新發表文章數，而且人流方面更打入全球最多瀏覽人次六千大內，單日排名更逼近第3500名。此外，該站曾一度有多篇文章被引用至《壹本便利》、《快周刊》及《太陽報》等香港的著名報刊。

### 中衰期
2004年8月2日，香港綜合討論區爆出當時最大的醜聞。當時的助理壇主JackyT因與站內部分管理人員的意見不合而發生衝突，故此他濫用權力向多名管理人員停板以作報復，引起連串風波，最後需要由獨立調查委員會交代事情真相。這次事件開始破壞了站內的氣氛，埋下了衰退的伏筆。 於8月18日該站舉行第一次城市定向，惟因規則失誤引起賽果爭議，使管理人員之間出現不和。同月月底，該站爆發辭職潮，多名管理人員宣佈請辭，包括兩名助理壇主，更使該站的發展有倒退跡象。9月的中秋節期間，該站被人蓄意進行有組織的搗亂，結果需引用香港法律中的《刑事罪行條例》作出公開警告，才令搗亂者知難而退。而於11月開始，當時為資深板務人員tessafung被傳出暗戀壇主，引起了全站的廣泛討論。而由於她其後成功當選為助理壇主，因而有少數人對此抱懷疑的態度。而於同年12月19日，該站會員於荃灣悅來酒店舉行第三次聚會。另外，由2004年9月開始，該站平均每日新發表文章數不斷下滑，更於2005年2月及3月，平均數下滑至跌破300篇的心理關口。而由2005年初起，該站展開了一連串改革，包括新版本站規的推行、管理團隊架構重組及討論分板重新編排，惟沒有帶來即時的顯著成效。

### 政治化時期
2005年4月7日，香港綜合討論區迎接兩週年站慶，惟慶祝較上一年明顯低調。同月第六屆助理壇主選舉開始進行，期間更進行35日的拉票期，惟大部份候選人反應冷淡，態度消極，使選舉氣氛較過往數屆平靜，投票人數創新低，使不少身為選民的會員感到失望。而同月推行的每週文選活動，因負責人員Takwoivan的連番延誤及不少會員的不重視，令反應遜於預期，投票率偏低。然而，該站文章無論在數量及質素方面已較最差的時期改進不少，當中以與時事政治有關的討論主題最為突出。多得一班會員踴躍發文，根據2005年4月的資料，該站每日新發表文章數已重上接近三百篇的水平。同年六月及七月，該站因站方管理失當及會員之間的意見分歧而導致投訴風氣高漲。當時部份會員更多次發動「公投」、「民意調查」等活動要求某些管理人員下台。他們除了強烈干擾站務運作之餘，更令會員間的衝突擴大，使這些人被冠以「政治家」的名稱，而這段時期亦被稱為「政治化時期」。

### 改革浪潮
在政治化時期，會員與管理層衝突不斷，會員之間失和，導致部份舊會員離開。有見及此，於2005年12月13日，一班志同道合的人士在聊天室內提出改革，結果促使「改革委員會」的成立，旨在研究及執行改革路向。改革委員會亦於月內舉行超過十次的會議探討站內的管治問題，並且取得部份改革的共識。可惜由於人手不足及時間關係，改革執行的進度變得緩慢。除此之外，站方高層議而不決、壇主失蹤、委員之間亦有嚴重的分岐，故此未能衷心合作。不久，站內更發生權力鬥爭，當中以助壇九公處理「問題會員fai1110事件」為導火線，導致最高決策層出現內鬨與分裂。不久，2006年1月31日波比．星宣佈辭去助理壇主一職。2月1日，站方決定解散改革委員會，意味著改革的失敗及終結。由於改革時期僅歷時五十天，故又稱之為「半百改革」。

### 結束經營
2006年3月6日，前助理壇主波比‧星發起簽名行動，對當時負責站內行政事務的助理壇主九公表達強烈不滿，並指責助壇九公濫權及獨裁，要求壇主作出調查、懲處及罷免九公。此活動得到站內會員的嚮應。翌日，助理壇主九公以日常生活繁忙為理由辭去站內一切的職務。
2006年4月，香港綜合討論區正式踏進三周年。4月初，壇主有感該站已因多次的人事變遷而變得人心惶惶及管理混亂，認為該站已經復興無望，再加上壇主學業繁重及資金不足的問題，故壇主決定於2006年5月7日，正式把香港綜合討論區關閉，結束三年來的歷史。2006年5月24日，香港綜合討論區這個域名正式關閉。

## 規模
香港綜合討論區標榜其話題的多樣性，因此設立了為數不少的分板，全盛時期接近60個，關站前則約為40個。該站早期憑著其良好的討論風氣和秩序而迅速發展，根據Alexa的統計數據，該站於2004年夏季曾一度成為全球最多瀏覽人次的第四千多位，每日流量（Daily Reach）達全球每百萬網民有95人瀏覽。
然而，隨著其後不斷的會員的內部紛爭和管理混亂，該站人氣已逐漸大不如前。關站前的一個月，瀏覽人次排名已跌至第四萬多名，人流亦比高峰期大跌八成，而文章數量上則比高峰期銳減近七成。
一如香港大部份較大規模的討論網站，由於其有關時事和政治的討論，該站已被中國網絡審查部門封鎖。

## 定位
香港綜合討論區定位為一個包含各種話題的討論網站，然而有批評指該站的定位流於空泛，沒有特別的賣點吸引會員加入。加上分板編排上，與香港交通相關的討論分板偏多，佔總數超過一成，以致有較高比率的會員為交通愛好者，有違綜合的原意。然而，當時也有一些特色的討論分板，例如Black Magic專板等。
另一方面，該站亦標榜其健康形象，並沒有香港互聯網文化流行的非法下載和色情資訊，更於2004年2月初成為首個取得「互聯網內容標籤協會」ICRA標籤的香港討論網站。2003年至2005年，該站三度被提名至香港優秀網站選舉，可是均未曾入圍最後角逐網站。此外，該站的健康形象亦惹來部份人士批評。有會員因貼了一些被規矩較寬鬆的討論網站所接受的不良意識文章，而遭到警告甚至被懲罰，對該站的健康形象尤其反感，並揶揄該站為「教育網站」。
較為特別的一點，就是該站於2003年夏季，曾與本地組織合作舉辦快閃行動。雖然香港的快閃熱潮最後於同年無疾而終，該站卻因香港傳媒報導的關係而獲得一定知名度。

## 管理架構
全站設壇主一職，並由「HKIF壇主」出任。他是全站之最高管理人員及代表，主要是負責決策全站性政策，監察各管理部門的運作，以及有權全盤統理一切站務的政策和運作。他亦是該站全資擁有的唯一股東。
壇主之下設助理壇主四人，簡稱助壇，是協助壇主決策和管理日常運作的副手，地位僅次於壇主，職權方面和壇主大致一樣，負責政策的制定。四人分別掌控行政、紀律、外務及舉辦活動的大權，是一個類似部長的職位。建站末期，分別由九公掌行政部，牡丹櫻掌紀律，bennyyip主外務及宣傳，Takwoivan負責舉辦活動。由於晚期之壇主並非事事親力親為，因此四位助壇成為事實上的最高管理人。
助壇的產生方法上，建站初時助理壇主由壇主直接任免。不久，壇主引進民主普選制度，允許由會員以「一戶口一票」的方式由選舉投票產生助壇，再由壇主依選舉結果任命得票最高者的候選人。助壇選舉是一個自由競爭的選舉。它允許已符合一定的資格之會員在取得一定會員的提名後自由參選，並且予以辯論和發表意見的機會。投票的時間長久一般為七日。選舉的詳細內容和措施多由助壇統籌，並特別為選舉另開新的討論分板。據統計，建站以來選舉助壇的次數不少於六次。不過縱然助壇後來多由民選，不過亦偶有例外。因為他們或由壇主經管理團隊內商討而作出任命，如前助理壇主運吉仔退任後便由壇主任命九公接任，不由選舉產生，便是一例。
助理壇主之下有板務人員多人，並再細分為資深、一般及實習三級，擔任若干討論分板的板主，職責除協助轄下分板執法，自行制定板規，亦可為整個分區定下方針及籌辦活動，以及向壇主和助壇討論和提供意見及建議。一般而言，「資深板務人員」所管理的範圍往往多過一般和實習者，著名的「資板」如有kcrctrident601。至於實習板主是指剛剛加入管理層者，他們要接受十日的觀察，並邀交報告，由助壇或壇主審議並決定是否許其續任並升為「一般板務人員」。
板主之任命的方法主要是招募。自建站以來招募的次數便不下於十次。他們多須得到若干管理層成員提名，經壇主或助壇決定。板主可自行選擇管理的範圍，並報請助壇或壇主批准。板主的升降亦由壇主或助壇決定。 
站務顧問，地位僅次於壇主，主要是容許他們進入特定的討論分板，為站務問題上提供意見和參與討論，但並不會參予實質站務管理。此職並非常設。其任免由壇主決定。

## 影響及意義
香港綜合討論區管制的嚴格程度，是於香港討論網站界中較為罕見的。該站亦堅持反侵權下載及無色情和暴力內容的管理方針。雖然這維持了良好的討論風氣，但由於以青少年為主的香港互聯網使用者一般較喜愛不受管束的環境，故此該站的發展一直受到局限，在人流及知名度方面亦無法比得上如高登討論區及迷你論壇等較通俗的討論網站。香港綜合討論區的結束，亦意味著在香港要經營一個著高文化質素的討論網站並不容易。
時至香港綜合討論區面臨解散前夕，有部份該站之會員認為，經歷過多次政治化事件後，得到深遠和慘痛的教訓，並認為一個討論網站主辦的宗旨，除了要以「輕鬆、聯誼」為主之外，討論區的制度亦應以「簡單」、「嚴而明確」的規條作為討論區的根本。亦有人認為，管理層出現內訌及會員之間的分化，以及壇主管理不力而導致紛爭不斷亦是論壇衰落之主因。

## 其他網站
該討論區於2006年5月7日凌晨零時起終止運作，而其他使用此名義的一切網站均與舊版本並無關連。所以從此以後，一切使用「香港綜合討論區」(https://web.archive.org/web/20050513221000/http://www.hkiforum.net/ )名義的人士和網站，皆與該站完全沒有任何關係。截至2007年4月，互聯網上發展出另外最少五個以「香港綜合討論區」名義運作的網站，為部份前香港綜合討論區會員建立。

## 參看
- 香港互聯網文化

## 外部連結
- 香港網絡大典對香港綜合討論區的介紹